# 青葉町 (前橋市)
青葉町（あおばちょう）は、群馬県前橋市の地名。郵便番号は371-0826。2013年現在の面積は0.08km2。

## 地理
前橋市南西部に位置し、住宅地として整備されている。

## 世帯数と人口
2017年（平成29年）8月31日現在の世帯数と人口は以下の通りである。
| 町丁   | 世帯数  | 人口  |
| ------ | ------- | ----- |
| 青葉町 | 230世帯 | 583人 |

## 小・中学校の学区
市立小・中学校に通う場合、学区は以下の通りとなる。
| 番地 | 小学校               | 中学校             |
| ---- | -------------------- | ------------------ |
| 全域 | 前橋市立大利根小学校 | 前橋市立箱田中学校 |

## 交通

### 鉄道
鉄道駅はない。

### 道路
国道、県道ともに通っていない。

## 施設
- ローソン 前橋青葉町店